# Международная лига клубного биатлона
Международная лига клубного биатлона (сокр. МЛКБ) — коммерческое соревнование по биатлону, которое проходит ежегодно с 2023 года в Ханты-Мансийске. 

## История
Новый коммерческий турнир »Международная лига клубного биатлона» официально был зарегистрирован 12 июля 2023 года, о чём было объявлено 3 октября. Его учредителями стали белорусский клуб биатлона и региональный клуб биатлона Московской области. При этом Союз биатлонистов России никакого отношения к турниру не имеет.
Президентом лиги стал президент федерации биатлона Подмосковья и бывший вице-президент СБР Алексей Нуждов. Также в состав руководства вошли экс-тренер сборной России Валерий Польховский, президент федерации биатлона Санкт-Петербурга Дмитрий Васильев и президент белорусского клуба биатлона Евгений Чмиль. По словам руководителей лиги, данный проект направлен на поддержание развития биатлона в России из-за продолжающегося отстранения российских спортсменов от соревнований под эгидой IBU. МЛКБ не попадает под юрисдикцию какой-либо международной организации и является полностью независимой структурой.
Изначально планировалось, что в турнире, помимо россиян и белорусов, примут участие биатлонисты из Китая, Монголии и Турции, но по рекомендации IBU отказались от участия.

## Призовые
Особенностью лиги стали рекордные для российского биатлона призовые, сопоставимые с Кубком мира. За победу спортсмены получают по одному миллиону рублей, за второе место — 500 тысяч рублей, за третье — 250 тысяч. 
С 2024 года награждаются первые топ-10 спортсменов в личной гонке и топ-6 в эстафете, а для их тренеров предусмотрена выплата в 100 тысяч рублей.

## Результаты

### I Кубок МЛКБ —Ханты-Мансийск(18 — 19 ноября 2023 года)
На первом этапе под названием «Кубок МЛКБ» было заявлено 57 мужчин и 42 женщины. От выступления отказалась основная женская сборная России по руководством Михаила Шашилова и часть мужского состава из группы Юрия Каминского. Позднее планировалось провести ещё 2 этапа в течение сезона, но этого не произошло.
Призовой фонд – 8 000 000 рублей. По итогам премьерного этапа больше всего призовых заработали белорусы Антон Смольский и Анна Сола (по 1,5 млн рублей).
| Гонка                                                                                   | Мужчины | Женщины |
| Большой масс-старт 1. 18 ноября 2023 Мужчины: 15 км 2. 18 ноября 2023 Женщины: 12 км    | 1. Карим Халили 38:52.7 (0) 2. Антон Смольский +1.1 (1) 3. Никита Лобастов +30.4 (0) 4. Антон Бабиков 5. Виктор Плицев 6. Кирилл Стрельцов Финишный протокол | 1. Анастасия Гореева 34:14.4 (2) 2. Анна Сола +5.4 (3) 3. Елизавета Каплина +14.3 (2) 4. Анастасия Гришина 5. Полина Шевнина 6. Владислава Гаврилова Финишный протокол  |
| Гонка преследования 1. 19 ноября 2023 Мужчины: 12,5 км 2. 19 ноября 2023 Женщины: 10 км | 1. Антон Смольский 32:53.1 (1) 2. Антон Бабиков +23.7 (1) 3. Карим Халили +30.5 (1) 4. Никита Лобастов 5. Никита Поршнев 6. Василий Томшин Финишный протокол | 1. Анна Сола 29:50.1 (2) 2. Елизавета Каплина +1:09.7 (3) 3. Кристина Резцова +1:27.0 (2) 4. Виктория Сливко 5. Владислава Гаврилова 6. Ирина Лещенко Финишный протокол |

### II Кубок МЛКБ —Ханты-Мансийск(16 — 17 ноября 2024 года)
В сезоне 2024/2025 также состоится только один этап МЛКБ. Впервые была проведена смешанная эстафета, в которой участники формировались по экстерриториальному принципу. Всего во втором Кубке МЛКБ участвовали 15 команд по 4 спортсмена в каждой с собственными фирменными экипировками. Также особенностью этапа стало использование всеми спортсменами лыж, смазанных одним парафином. 
Призовой фонд второго розыгрыша составил 6 870 000 рублей. Гонки проходили на сокращённой дистанции и с укороченным штрафным кругом – 100 метров. 
Карим Халили и Даниил Серохвостов, одновременно пришедшие к финишу мужского масс-старта, разыграли победу посредством игры «Камень, ножницы, бумага», что вызвало неоднозначную реакцию среди тренеров и болельщиков. 
По итогам этапа в общем зачёте Кубка МЛКБ победила команда «БК Профински». 
| Гонка                                                                          | Мужчины | Женщины |
| Масс-старт 1. 16 ноября 2024 Мужчины: 12,5 км 2. 16 ноября 2024 Женщины: 10 км | 1. Карим Халили 35:33.6 (1) 2. Даниил Серохвостов +0.5 (4) 3. Антон Смольский +11.6 (4) 4. Василий Томшин 5. Иван Тулатин 6. Дмитрий Лазовский Результаты | 1. Виктория Сливко 30:55.1 (1) 2. Анастасия Шевченко +1.4 (0) 3. Анастасия Халили +21.6 (4) 4. Тамара Дербушева 5. Наталия Шевченко 6. Ирина Казакевич Результаты |
| Смешанная эстафета 1. 17 ноября 2024 Мужчины: 2x6 км Женщины: 2x6 км           | 1. «Лыжный клуб Наседкина» 1:08.26.0 (0+9) (Александр Поварницын, Эдуард Латыпов, Полина Шевнина, Кристина Резцова) 2. «БК Профински» +11.2 (0+11) (Карим Халили, Даниил Серохвостов, Анастасия Халили, Виктория Сливко) 3. «БК Белорусский нефтяник» +54.9 (2+8) (Антон Смольский, Дмитрий Лазовский, Анна Сола, Динара Смольская) Результаты | 1. «Лыжный клуб Наседкина» 1:08.26.0 (0+9) (Александр Поварницын, Эдуард Латыпов, Полина Шевнина, Кристина Резцова) 2. «БК Профински» +11.2 (0+11) (Карим Халили, Даниил Серохвостов, Анастасия Халили, Виктория Сливко) 3. «БК Белорусский нефтяник» +54.9 (2+8) (Антон Смольский, Дмитрий Лазовский, Анна Сола, Динара Смольская) Результаты |

## Оценки

### Отрицательные
Руководство Союза биатлонистов России негативно отнеслось к МЛКБ. По словам вице-президента организации по спорту Павла Ростовцева, из-за уплотнившегося календаря тренеры были вынуждены сократить тренировочные сборы, а к некоторым спортсменам за участие в турнире могут быть применены санкции. 
Президент СБР Виктор Майгуров отметил неоднозначность в названии турнира, поскольку спортсмены не представляют никакие клубы. На этом же делает акцент и журналист «Metarating» Александр Круглов.
Обозреватель сайта Sports.ru Вячеслав Самбур замечает, что у МЛКБ нет никакого сотрудничества с СБР, а у самого турнира отсутствует идеология и концепция. 

### Положительные
Четырёхкратный олимпийский чемпион Александр Тихонов считает, что МЛКБ способствует привлечению спонсоров и повышении конкуренции. 
Телекомментатор Дмитрий Губерниев исключительно положительно оценивает МЛКБ и деятельность лично её президента Алексея Нуждова, при этом критикуя СБР за отсутствие поддержки турнира. Экс-руководитель СБР Владимир Драчёв и бывший член правления организации Владимир Якушев также считают, что МЛКБ способствует развитию клубного биатлона в России.